# Binero
Binero är en svensk leverantör av svenska moln och containerlösningar för små- och mellanstora företag. Bolagets erbjudande inkluderar bland annat utveckling och managering av företags IT-infrastruktur samt en egen publik molntjänst Binero Cloud, så kallad IaaS (infrastructure as a service). Aktien är listad på NASDAQ First North. Certified Adviser är Redeye AB.

## Historia
Företaget grundades 2002 av Anders Aleborg under namnet Aleborg Solutions. Den huvudsakliga erbjudandet var webhotellstjänster samt försäljning av domännamn. 2007 bytte företaget namn till Binero. Företaget utsågs 2009 och 2010 till Sveriges bästa webbhotell i det årliga branschtestet av tidningen Internetworld. Under 2010 drev Binero namninsamlingen Namnbank.se i protest mot beslutet av Post- och Telestyrelsen (PTS) att belägga alla domännamnsregistreringar av .se-domäner innehållande ordkombinationen ”bank” med förhandsprövning. Två veckor senare ändrade sig PTS och godkände en efterhandsprövning istället.
Binero har sedan under 2010-talet adderat ett flertal IT-infrastrukturtjänster samt byggt nya klimatsmarta datacenter. Den 1 november 2019 avyttrades webbhotell med kringtjänster till Loopia Group AB. Loopia Group AB hade tillåtelse att driva dessa webbhotell- och kringtjänster under Bineros namn t.o.m. den sista januari 2020 då webbhotellet bytte namn till Websupport. Sedan den 1 februari 2020 är alla tjänster under namnet Binero enbart fokuserade på digitala infrastrukturtjänster som t.ex. publika/privata/hybrida molntjänster samt colocation. 
Binero genomför 19 November 2021 förvärvet av RedBridge AB som totalt har 40 anställda och kontor i centrala Stockholm. 
Stefan Andersson tillträdde som ny VD den 6 juni 2022.